# 권상국
권상국(1950년 6월 1일 ~ 2017년 1월 30일)은 대한민국의 정치인이다. 제31대 예천군수를 역임했다.

## 학력
- 예천국민학교 (졸업)
- 예천중학교 (졸업)
- 중동고등학교 (졸업)
- 동국대학교 (경제학과 / 학사)
- 고려대학교 경영대학원 (경영학 / 석사)

## 역대 선거 결과
|  | 50.38% |

|  | 40.61% |

|  | 35.06% |